# شبکه کوهستانی آمریکای شمالی
شبکه کوهستانی آمریکای شمالی (انگلیسی: North American Cordillera) که شبکه کوهستانی غربی آمریکای شمالی، شبکه کوهستانی غربی و شبکه کوهستانی اقیانوس آرام نیز نامیده می‌شود، بخش واقع در آمریکای شمالی از شبکه کوهستانی آمریکا و یک شبکه کوهستانی در امتداد ساحل غربی (ساحل اقیانوس آرام) قاره آمریکا است. شبکه کوهستانی آمریکای شمالی شامل مناطق وسیعی از رشته‌کوه‌ها، حوضه‌های ساختاری و فلات‌ها را در کانادای غربی و شمالی، غرب ایالات متحده آمریکا و مکزیک است و بخش بزرگی از سرزمین‌های غربی دشت‌های بزرگ را نیز در بر می‌گیرد.
مرزهای دقیق این شبکه کوهستانی و مناطق فرعی آن، و همچنین نام عوارض و ویژگی‌های مختلف آن، بسته به تعاریف در هر کشور یا حوزه اداری یا در هر رشته علمی ممکن است متفاوت باشد. این شبکه کوهستانی، موضوع علمی و مطالعاتی مهمی در جغرافیای طبیعی است.